# エマニュエル・パストリッチ
エマニュエル・パストリッチ (英語: Emanuel Pastreich、1964年10月16日 - ) は、アメリカ合衆国テネシー州ナッシュビル出身の学者、政治家。
主にワシントンとソウルで長期間活動したが、2023年から30年ぶりに日本へ拠点を移した。現在、東京、ワシントンDC、ソウルとハノイに事務所があるアジア・インスティチュート（The Asia Institute）の理事長を務めている。
2020年2月に米国大統領選の立候補を表明し、今は2024年の大統領選に向けてのキャンペーンを、東京とワシントンDCで継続している。
パストリッチはイェール大学の東アジア研究委員会客員研究員も兼任している。

## 概要
パストリッチの本『コロナ祟りに惑う日本』（2023年）と『私は悪を恐れない：なぜアメリカには本当の意味の無所属大統領候補が必要なのか』（2020年）はアメリカの安全保障の変化に適合していないアメリカの政治文化と、経済の深い矛盾を厳しく批判し、注目をうけている。
明清の通俗小説と朝鮮王朝時代の朴趾源などの漢文小説を大学院以降に研究し、日本の上田秋成と曲亭馬琴などの読本と漢文小説についての論文も書いた。伊藤仁斎と荻生徂徠の政治思想にも関心がある。荻生徂徠の「訳文筌蹄」の英訳は高い評価をえた。
日韓中の古典小説の比較研究で知られていたパストリッチは、2020年以降のアメリカにおける政治の不安定を懸念し、アメリカ人に向けて東アジアの重要性を強調する記事などを書き、アメリカが日本、韓国、中国と一つの共同体をつくればいいと提案し、話題になった。その思想は2000年6月15日に作成した「国際大学としての東京大学」によく表現された。
そのほか、パストリッチには安全保障、科学技術に関連した論文も多く、特に日韓交流に努めた。2016年1月に駐韓日本大使の別所浩郎と一緒に対談した時発表した演説　「これからの日韓関係に対する私の夢」は、日韓の架け橋になろうとする彼の外交に対する理想をよく表している。

## 経歴
アメリカ中西部のセントルイスに育ち、高校からカリフォルニアに移り、1983年サンフランシスコのローウェル高校を卒業したパストリッチは、イェール大学に入学 (1983年) してから中国文学を専攻した。
1985年には、交換留学生として１年間、国立台湾大学に留学した。イェール大学卒業後、東京大学に留学し、1992年に大学院総合文化研究科比較文学 比較文化専攻修士課程修了 。修士論文は「江戸後期の文人・田能村竹田と「無用」の詩画」 （平川祐弘教授指導教官） 
1992年、アメリカへ帰国後、ハーバード大学東アジア言語文明学科に編入し、日韓中小説研究の論文を起草。1998年よりイリノイ大学で東アジア言語文学科の助教授として働いた。その後、ジョージワシントン大学、韓国の又松大学校、慶熙大学校に勤務した。　韓国で2007年にアジア・インスティチュートを創立し、アメリカ、韓国、日本、ベトナムなどとの知的交流を増進しようとした。
パストリッチは2020年2月にワシントンで米国大統領選の無所属立候補を宣言したが、既成政治勢力から猛烈な反発に遭ったため、ソウルに事務所を移し、6月23日ソウルプレスセンターで正式な立候補を宣言した。韓国でアメリカ人向けの演説を継続したパストリッチはアメリカ政治体制の崩壊を認め、本格的な改革のために在アジア米国臨時政府(USPROVGOV)を同僚と一緒に2022年5月に設立し、大統領選への立候補とともに、実際の行政も準備した。2023年2月には活動の拠点を東京に移した。

## 韓国活動
2002年からイリノイ大学の軍縮、国内外安全保障プログラム  に籍を置き、国際関係、環境問題および科学技術発展の関係を研究をし始めた。その当時に「国権、財産、文化、そして技術。台湾と北京が近代国家の範疇に対して論争する背景」  を発表した。
2005年から駐米韓国大使の洪錫炫（ホン・ソキョン、1949年10月20日‐ ）の補佐になり、韓国大使館の文化センターのKORUS House(韓米ハウス)というシンクタンクの所長を務めながら、韓国外交通商部が運営する雑誌『ダイナミックコリア (Dynamic Korea)』 の編集長職を兼任した。
2007年から韓国に移り、忠清南道  李完九（イ・ワング）知事補佐官として勤務し、忠清南道の国際化および多文化政策に貢献した。その後、大徳研究団地本部諮問、大田広域市投資誘致委員会、光州市国際化委員会、朴元淳（パク・ウォンスン、박원순、1956年3月26日～2020年7月9日）ソウル市長の国際化顧問を務めた。
2012年から慶熙大学の准教授になりそのかたわら、韓国の「中央日報」と「朝鮮日報」に投稿、７冊の本を出版した。中でも『韓国人だけが知らない別の大韓民国：ハーバード大学の博士が見た韓国の可能性』(2013年)は朴槿恵元大統領に好まれ、 朴槿恵大統領が国務会議でその本を誉め、韓国国防部の安全図書にも選定された。
2014年、ソウル大学技術融合大学院の院長であった安哲秀（アン・チョルス、안철수、1962年2月26日 - ）と一緒に技術融合に関する研究をした。
パストリッチが韓国のシンクタンクと国立研究所で研究課題を遂行した主なものは次の通りである。
- 「全世界主要シンクタンクの調査」 ― 泰斎未来戦略研究院、　2018年
- 「科学外交の未来」 ― 韓国科学技術団体総連協会　(KOFST)、 2018年
- 「韓国に国際科学技術専門女性支援センターを創立する提案」 ― 韓国国立科学技術専門女性支援センター、　2012年
- 「技術融合における共同研究開発の戦略」 ― ソウル大学技術融合大学院、 2011年
- 「福島原発事故への世紀にわたる対応」[11]　アジア・インスティチュート、2011年
- 「技術融合に関連した全地球における研究開発調査」 ― 韓国国立標準研究院　(KRISS)、 2010年
- 「東南アジアにおける原子力と原子力安全政策に対する調査」 ― 韓国国立原子力安全研究院 (KINS)、 2009年～2010年
- 「焼却処理廃棄物の再利用方法」 ― 韓国国立地質研究院 (KIGAM)、 2008年～2009年
- 「生命工学研究における有効な国際共同研究に対する分析」 ―韓国国立生命工学研究院　(KRIBB)、 2009年
- 「生命工学国際化の再活発化戦略」 ― 韓国国立生命工学研究院　(KRIBB)、 2008年

## 学問
パストリッチの学術著書には、以下のものがある。 
- 「江戸時代における日本通俗文化談論の台頭および中国の白話小説の受容」 (ソウル大学校出版部、2011年)[12]
- 「燕巌、朴趾源の小説:看過された世の中の変身」 (ソウル大学校出版部、2011年)[13]

そのほか、国際関係と文化に関する数多くの本を日本語、英語、韓国語、中国などで出版した。

## 家族
エマニュエルの父親ピーター・パストリッチ（Peter Pastreich、1938年生）はサンフランシスコ交響楽団（1978年～1999年）に所属し、フィルハーモニアバロック管弦楽団（2009年～2011年）の事務局長を務めた。母 マリー・ルイーズルフ (Marie-Louise Rouff), 1930年生) はルクセンブルグ出身で画家として知られている。弟マイケル（Michael）はワシントンD.C.に住んでいる。
パストリッチは韓国人李承垠（イ・スンウン）と結婚し、2022年に死別した。息子　ベンジャミン (Benjamin, 2001年生) と　娘　レイチェル (Rachel, 2004年生) がワシントンDCに住んでいる。

## 著書

### 日本語
- 「沈没してゆくアメリカ号を彼岸から見て: ハーバード大学パストリッチ博士の日韓漂流記」　 （論創社、東京、2025年） ISBN 978-4-8460-2494-9
- 「コロナ祟りに惑う日本」　 （デザインエッグ出版社、東京、2023年） ISBN 978-4815037307
- 「私は悪を恐れない：なぜアメリカには本当の意味の無所属大統領候補が必要なのか」　（デザインエッグ出版社、東京、2020年） ISBN 978-4815021603
- 「武器よさらば：地球温暖化の危機と憲法九条」　（東方出版社、東京、2019年） ISBN 978-4862493712

### 英語
- How to take down the Billionaires (どうやって億万長者を打ち倒すのか)　(アジア･インスティチュート、ソウル、2020年)[15][16]
- Wrestling with Shadows　(影とのレスリング。自伝小説)　(Book Babyニューヨーク、2022年) ASIN B09V8BF59D[17]
- I Shall Fear No Evil: Why we need a truly independent Candidate for President　(私は悪を恐れない：なぜアメリカには本当の意味の無所属大統領候補が必要なのか) (BookBaby,　ニューヨーク 2020). ISBN 978-1649994509[18]
- Earth Management: A Dialogue on Ancient Korean Wisdom and Its Lessons for a New Earth　（地球経営: 古代の韓国が新時代に伝える教訓） （李一指と共著） (Best Life Media、ソウル、2016)ISBN 978-1935127895
- The Novels of Park Jiwon: Translations of Overlooked Worlds　（朴趾源の小説：看過された世の中の変身）（ソウル大学出版社、ソウル）ISBN 8952111761
- The Visible Mundane: Vernacular Chinese and the Emergence of a Literary Discourse on Popular Narrative in Edo Japan　（目に見える世俗：中国白話小説の伝播と江戸時代の「通俗」に対する討論の成立）（ソウル大学出版社、ソウル、2011年）ISBN 978-8952111777[19]

### 韓国語
- 「사기통일 그만! 재벌의 북한 개발말고, 희망을 주는 건국으로」　（詐欺的統一をやめよ：財閥主導の北朝鮮開発ではなく、希望がもてる建国へ） （ナルト出版社、ソウル、2023年）ISBN 978-8992973298
- 「코로나 사기를 혁명으로 끝내자」　（コロナ詐欺を革命で終わらせよう） （ナルト出版社、ソウル、2022年） ISBN 978-8992973281
- 「지구경영、홍익에서 답을 찾다」　（地球経営　弘益にその答えを求める）（李承憲共著）  （韓文化、ソウル、2016年）ISBN 978-8956992860
- 「한국인만 몰랐던 더 큰 대한민국」　（韓国人だけが知らなかったもっと大きい大韓民国） （ソウル、レッドウッドブックス、 2017年）ISBN 9791187705055
- 「한국인만 모르는 다른 대한민국 하버드대 박사가 본 한국의 가능성」　（韓国人だけが知らない別の大韓民国：ハーバード大学の博士が見た韓国の可能性） （21世紀ブックス、ソウル、2013年） ISBN 978-8950951085
- 「세계의 석학들 한국의미래를 말하다」　（世界の碩学が韓国の未来を語る）（茶山ブックス、ソウル、2013年）ISBN 978-8963700724
- 「인생은 속도아니라 방향 이다: 하바드박사의 한국 표류기」　（人生は速度ではなく方向だ：ハーバード大学博士の韓国漂流記） （ノマドゥブックス、ソウル、2011年）ISBN 978-8991794566

### 中国語
- 「如何推翻富有阶层」　（どうやって億万長者を打ち倒すのか）　（アジア・インスティチュート、北京、2022年）[20]
- 「我绝不畏惧邪恶: 美国的总统大选为何一定要有真正的独立参选人参与」　（私は悪を恐れない：なぜアメリカには本当の意味の無所属大統領候補が必要なのか）（アジア・インスティチュート、北京、2020年）[21]
- 「未来中国：关于人类与地球命运」　（未来中国: 人類と地球の運命に対して）（現代文化出版社、 香港、2019年）ISBN 978-9887956747[22]
- 「跨海求真：哈佛博士论中美未来」　（海を越えて真実を求める：ハーバード大学博士が論じる米中の未来） （銀河出版社、香港、2016年） ISBN 978-9996549427[23]